# Medasina lignyodes
Medasina lignyodes là một loài bướm đêm trong họ Geometridae.